# Теория взаимопонимания в коммуникации
Теория взаимопонимания в коммуникации — понятие, предложенное Гербертом Кларком и Сьюзан Э.Бреннан. Это набор «общего знания, общих убеждений и общих предположений», что, в свою очередь, является неотъемлемым в общении между двумя индивидуумами. Успешное взаимопонимание в общении достигается при условии, если все участники согласовывают как содержание, так и процесс коммуникации. Данное понятие часто встречается в лингвистической философии.

## Теория

### Теория взаимопонимания в общении
В науке об общении, теория взаимопонимания описывается как форма совместной деятельности. Группы людей, работая вместе, будут вести свою беседу, при этом стараясь прибегать к взаимопониманию и общему знанию, что послужит достижению более эффективного процесса общения. Принцип теории взаимопонимания — это обоюдное убеждение всех участников беседы в том, что каждая из сторон обладает достаточным пониманием обсуждаемой темы и все готовы к продолжению беседы. Кларк и Шефер (1989) установили, что для достижения теории взаимопонимания и дальнейшего продолжения беседы, участники исследуемых групп могут прибегать к следующим приёмам:
1. Новый вклад. Участник предлагает новую идею и смотрит вводит ли она в замешательство другого участника.
2. Подтверждение согласия. Участник, получая информацию, дает понять, что он/она понимает обсуждаемый вопрос при помощи улыбки, кивания или устного подтверждения. Участник также может показать своё понимание, промолчав.
3. Просьба об уточнении. Участник, получающий информацию, просит уточнить тот или иной момент.

### Ступени в теории взаимопонимания
В ходе беседы, участники, обсуждая тот или иной вопрос, будут продолжать разъяснять понятия до тех пор, пока не достигнут принципа взаимопонимания. Обычно различают две ступени в достижении теории взаимопонимания:
1. Представление высказывания. Говорящий произносит выражение слушающему.
2. Принятие высказывания. Слушающий принимает высказывание, демонстрируя это тем или иным способом.
Первая ступень может быть осложнена внесением новых значений или поправок к исходной фразе. Например, исходная фраза «У тебя и твоего супруга есть машина?» может быть произнесена как «Ну так вот… машина у тебя и твоего мужа есть?».
Вторая ступень стремится прояснить моменты, препятствующие взаимопониманию. Например:
- Представление высказывания:
  - Алан: Ну так вот… у тебя и твоего мужа есть машина?[2]
- Принятие высказывания:
  - Барбара: Машина?
  - Алан: Да
  - Барбара: Нет.

Вторая ступень теории взаимопонимания считается завершенной, как только Алан принимает уточняющий ответ Барбары.

### Подтверждение в процессе беседы
В теории взаимопонимания выделяют три вида подтверждения в процессе беседы: признание, соответствующая следующая очередь и непрерывное внимание.
Признание представляет собой обратную реакцию, которая подтверждает или обосновывает сообщаемую информацию. Кивание головой, использование различных междометий, например таких как «ну», «ам», являются сигналами того, что фраза понятна и участники могут продолжить беседу.
Соответствующая следующая очередь- это призыв или приглашение к ответу между участниками беседы, включающие как вербальные, так и невербальные знаки. Вопросы и ответы, в данном случае, выступают в роли соединителей, указывая на то, что первая часть беседы относится ко второй части. В таком случае, для принятия фразы, в ответ на вопрос должна следовать соответствующая реплика. Например:
Мисс Димпл: Как я могу связаться с Вами?
Мальчик: Я не знаю леди. Понимаете, я не очень общительный.
Мисс Димпл: Я имею в виду, где вы живете?
Мальчик: Я живу с моим братом
Непрерывное внимание — это обоюдное убеждение в том, что слушающий понимает суть высказываемого. Как правило, участники беседы демонстрируют это посредством визуального контакта. Непрерывный и внимательный контакт свидетельствует о полном понимании высказываемого, если же участник отводит взгляд или выглядит удивленным, непрерывное внимание нарушается.

## Теория взаимопонимания в общении, осуществляемом посредством компьютерных технологий

### Выбор средств общения
Согласно теории Кларка и Бреннана, выбор средств общения оказывает влияние на успешное взаимопонимание. Например, общение посредством компьютерных технологий приводит к созданию ряда преград для взаимопонимания. Теория взаимопонимания — есть результат принятия того или иного сообщения благодаря вербальному, невербальному, формальному и неформальному принятию. Общение посредством компьютера сокращает количество каналов связи, к которым обычно прибегают участники беседы для успешного взаимопонимания.

### Факторы, оказывающие влияние на достижение успешного взаимопонимания
1. Личное присутствие. Участники беседы должны находиться в одном и том же физическом положении, иначе, они не смогут видеть, слышать и взаимодействовать между собой лично, тем самым замедляя процесс достижения взаимопонимания.
2. Визуальная доступность. Видео конференции позволяют участникам беседы видеть друг друга, тем не менее, они все же уступают визуальному контакту при личном присутствии.
3. Слышимость. При личном присутствии участники беседы берут во внимание интонацию и время, необходимое для понимания сообщения или принятия соответствующих решений. В то время как текстовый обмен информацией, такой как электронная почта или смс, исключает эти два фактора, не позволяя участникам беседы своевременно отреагировать на то или иное сообщение. 4. Своевременность. При личном присутствии все участники получают информацию на момент её передачи. В случае с текстовым сообщением, получение и ответ на него могут происходить с задержкой.
5. Синхронность. Участники беседы получают и передают информацию одновременно. Реакция участников помогает прийти к общему соглашению по той или иной теме. Например, один участник делает сообщение, другой участник улыбается в ответ, показывая тем самым, что взаимопонимание достигнуто.
6. Способность подлежать пересмотру. Участники могут пересмотреть информацию, ранее полученную от других участников беседы. При личном присутствии, участники могут забыть те или иные детали только что полученной ими информации. В то время как, использование мгновенных сообщений позволяет сохранять информацию.
7. Способность изменения формата. Участники беседы, используя электронную почту или отправление мгновенных сообщений, имеют возможность пересмотреть сообщение и обдумать свой ответ перед тем как его отправить.

## Смежные понятия

### Ситуационная осведомленность[6]
Согласно теории ситуационной осведомленности, наличие визуальной информации помогает участникам происходящего оценить текущее положение дел и принять последующие шаги. Например, один участник видит, что другой участник происходящего застрял в каком-то месте. При визуальной информации, первый участник может оказать более оперативную и соответствующую помощь в решении сложившейся проблемы.

### Согласованная позиция (Техника общения)
Согласованная позиция представляет собой технику общения, основанную как на взаимном знании, так и на осознании наличия взаимного знания. Согласованная позиция достигается с целью уменьшения разногласий в дальнейшем. Данная техника часто используется в введении переговоров. Г. Кларк приводит в пример один день, проведенный со своим сыном на пляже. Оба разделяют опыт нахождения на пляже и оба осознают этот факт. Если бы кто-нибудь из них предложил покрасить комнату в розовый цвет, они могли бы описать этот цвет, сравнив его с цветом ракушки, которую они оба ранее видели на пляже. Оба понимают о каком именно цвете идет речь в данный момент, что приводит к достижению большего взаимопонимания.

## Исторические примеры
Существует немало примеров того, когда использование приема согласования позиций разрешало спорные вопросы.

### Аполлон 11
Взаимодействие экипажа Аполлона 11 и сотрудников центра управления полетами является ярким примером теории взаимопонимания. Инструкции из ЦУПа должны были четко передаваться экипажу Аполлона, при помощи письменных и устных сообщений, для получения четкой ответной реакции со стороны экипажа.

## Последствия отсутствия взаимопонимания

### Эффект «Актер-Наблюдатель»
Диспозициональная атрибуция (объяснение поступка какими-либо обстоятельствами) — тактика, к которой нередко прибегают участники той или иной ситуации. Например, актёр, задержавшись в автомобильной пробке, опаздывает на своё выступление в театре, зрители же (наблюдатели), не знающие о пробке, объясняют задержку актера его несобранностью и непунктуальностью.

### Разочарование
Другим примером отсутствия теории взаимопонимания является разочарование. Неумение или нежелание донести до участника беседы важность того или иного сообщения, может привести к искаженному пониманию ситуации и стать причиной потери взаимного доверия.

### Общее неведение
Люди основывают принятие решений, как правило, исходя из собственной точки зрения. Отсутствие взаимопонимания в точках зрения каждого участника в рамках группы может привести к недопониманию. Иногда, такого рода недопонимания не выявляются и это может привести к тому, что решение всей группы будет основано на дезинформированных точках зрения каждого в отдельности. В результате возникает общее неведение и недопонимание того или иного вопроса, осложняя, тем самым, его успешные решение.

## Критика
Создание общего набора взаимного знания представляет собой процесс, не поддающийся наблюдению, что приводит к невозможности проведения эмпирического исследования данного вопроса. Возникает проблема в том, чтобы различить понятия теории взаимопонимания и ситуационной осведомленности, которые зачастую оба присутствуют в той или иной ситуации.
Другая критика понятия common ground состоит в неточной коннотации термина. «Common ground» в переводе с английского означает «общая почва», «точка соприкосновения», что, в свою очередь, не показывает, каким образом осуществляется понимание получаемой информации.